# Bus 657
Bus 657 (Heist) è un film del 2015 diretto da Scott Mann.
La pellicola, con protagonisti Jeffrey Dean Morgan, Robert De Niro, Kate Bosworth, Morris Chestnut, Dave Bautista e Gina Carano, è l'adattamento cinematografico del romanzo Heist di Stephen C. Sepher.

## Trama
Luke Vaughn lavora al casinò Swan, gestito dallo spietato Francis Silva detto Pope. La figlia di Luke, Riley, è ammalata di cancro e necessita di un intervento, ma Luke non possiede il denaro necessario per coprire le spese e se non lo trova entro pochi giorni la figlia verrà tolta dalla lista d'attesa. Cox, un altro dipendente dello Swan, gli propone di mettersi in società per organizzare un furto nello stesso casinò. Costretto dalla necessità decide, pur contro voglia, di accettare. Lui, Cox e  due suoi compari organizzano così il furto di un'ingente somma di denaro che il casinò non potrà reclamare ufficialmente in quanto, come intuito da Cox, palesemente denaro sporco da riciclare. Al termine del furto, scoperti dalle guardie del casinò e con il loro autista che nel frattempo è scappato, Luke, Cox e l'altro complice ferito, si trovano costretti a sequestrare il bus 657 e a prendere in ostaggio le persone che si trovano a bordo, tra le quali una donna incinta. L'agente di pattuglia Kris Bajos nota la prima fase della presa in ostaggio e così i rapinatori si trovano inseguiti dalla polizia e dagli scagnozzi di Pope.
Mentre 'Dog', il socio e successore di Pope, si ingegna per recuperare i tre milioni di dollari, Pope rintraccia la propria figlia Sydney per lasciarle il suo impero. Davanti all'ostilità della figlia che disprezza la sua attività economica, ammette quanto lei intuisce e cioè che ha pochissimo da vivere. La figlia gli ricorda che non potrà comprare il suo amore con i soldi ma solo sacrificando il suo passato.
Nella primissima fase della presa degli ostaggi, il comportamento sensibile di Luke riesce a convincere l'agente a non far precipitare la situazione, contro gli ordini dei suoi superiori. Il detective che prende in mano la situazione evita il licenziamento per insubordinazione dell'agente Kris e questa riceve l'incarico di rifornire l'autobus di carburante. Durante questo rifornimento vengono rilasciati due ostaggi: una donna incinta e un bambino.
In un susseguirsi di colpi di scena si viene a scoprire che il detective è al soldo di Pope che riesce a far uccidere il rapinatore ferito nella prima fase della rapina. Luke si rifiuta di stare al gioco proposto da Pope, ovvero di uccidere Cox e consegnare i soldi al detective, ma senza che Cox venga a sapere della proposta di Pope. A questo punto Pope ordina al detective di recuperare i soldi ad ogni costo. La situazione degenera e mentre Cox sta per uccidere un ostaggio viene invece lui stesso ucciso da Luke. I passeggeri in ostaggio fanno a Luke una proposta per uscire dalla situazione: Luke dichiara di arrendersi e di voler rimanere solo con un ostaggio, ma in realtà scende assieme agli altri passeggeri che fanno finta di nulla.
Luke a questo punto ruba una delle tante auto della polizia presenti in quella fase e continua la fuga verso una piccola pista di decollo dove dovrebbe aspettarlo un aereo. Lì trova il pilota ucciso da Dog che porta Luke nell'autobus ormai abbandonato dove li aspetta Pope con il detective corrotto. Scontento per come quest'ultimo ha gestito la situazione e di fronte a una sua dichiarazione che non può più fare nulla, Pope lo uccide. Dog, nel frattempo, cosparge Luke di benzina. Luke a questo punto rivela che è riuscito comunque a fregarli, in quanto i soldi non sono più lì ma sono già arrivati in tempo utile all'ospedale, portati dalla donna incinta che si scopre non essere incinta, ma la sorella complice di Luke. Il socio di Pope allora dichiara che oltre a bruciare vivo Luke andrà in ospedale a uccidere sia la bambina malata che la madre, rendendo vani i sacrifici di Luke. Pope, ricordandosi che cosa gli aveva detto poco prima sua figlia Sidney, uccide il socio 'Dog' e lascia andare via Luke.
Successivamente si scopre che l'agente Kris ha scoperto sia chi era la donna incinta e anche che tutti i passeggeri hanno mentito agli agenti dichiarando che i rapitori erano solo due. Kris, capendo la situazione di Luke, di fatto solidarizza con lui e fa finta di niente. Essendo lei l'unica rimasta a sapere la verità, Luke non verrà ricercato dalle autorità.
Nella scena finale Pope, che si trova nell'autobus, butta via la sigaretta elettronica e se ne accende una classica. Mentre si sentono le sirene della polizia che si apprestano ad arrestarlo.

## Produzione
Il budget del film è stato di 8,9 milioni di dollari.
Il titolo iniziale del progetto era Bus 657, poi adottato in altri paesi, tra cui l'Italia.

### Riprese
Le riprese del film iniziano il 13 ottobre 2014, e si svolgono tra Mobile (Alabama) e Baton Rouge (Louisiana).

## Promozione
Il primo trailer del film viene diffuso il 18 settembre 2015 insieme al primo poster.

## Distribuzione
La pellicola è stata distribuita, in un numero di copie limitate nelle sale cinematografiche statunitensi, a partire dal 13 novembre 2015, ed in contemporanea anche on demand.
In Italia non è passato dalle sale cinematografiche; nel 2017 è stato distribuito direttamente in DVD.

### Divieti
Il film, negli Stati Uniti, è stato vietato ai minori di 17 anni non accompagnati da adulti per la presenza di "violenza, linguaggio non adatto e contenuti sessuali".